# Kupferstichkabinett Berlin
Das Kupferstichkabinett Berlin ist Teil der Staatlichen Museen zu Berlin und des Kulturforums am Potsdamer Platz im Berliner Ortsteil Tiergarten des Bezirks Mitte. Es ist das größte Museum der grafischen Künste in Deutschland und zugleich eine der vier wichtigsten Sammlungen dieser Art weltweit. In seinen Beständen befinden sich mehr als 500.000 Drucke und rund 110.000 sonstige Werke der „Kunst auf Papier“, also Zeichnungen, Pastelle, Aquarelle und Ölskizzen.
Im Jahr 2019 verzeichnete das Kupferstichkabinett rund 46.000 Besucher.

## Geschichte
Die Gründung des Kupferstichkabinetts und damit der Beginn systematischer Sammeltätigkeit erfolgten 1831. Historischer Kern der Sammlung war ein Bestand von rund 2500 Zeichnungen und Aquarellen, die durch Kurfürst Friedrich Wilhelm von Brandenburg 1652 erworben und in der Hofbibliothek aufbewahrt wurden. Die Erweiterung der Kollektion im 19. Jahrhundert erfolgte meist durch den Ankauf bedeutender Privatsammlungen. Wesentlich für die überregionale Geltung des Kupferstichkabinetts war der Erwerb der Sammlung des General-Postmeisters Karl Ferdinand Friedrich von Nagler im Jahre 1835. Diese Kollektion enthielt über 50.000 Werke, vor allem Druckgrafik des 15. bis 17. Jahrhunderts sowie Zeichnungen von Albrecht Dürer, Matthias Grünewald und anderen altdeutschen Meistern. In den nächsten Jahrzehnten gelangten weitere hochwertige Bestände in den Besitz des Kabinetts, darunter 1882 die Zeichnungen Sandro Botticellis zu Dante Alighieris Göttlicher Komödie.
Während langer Zeit wurden deutsche Zeichnungen des 19. und 20. Jahrhunderts in Berlin vor allem von der Nationalgalerie gesammelt, darunter rund 6000 grafische Blätter aus dem Nachlass Adolph Menzels.
1937 wurde im Rahmen der deutschlandweiten konzertierten Aktion „Entartete Kunst“ eine Vielzahl von Werken beschlagnahmt.„Insgesamt gingen rund 824 Arbeiten verloren, 1073 „entartete“ Werke blieben allerdings auf wundersame Weise erhalten, teilweise tauchten sie nach 1945 an unvermuteten Stellen wieder auf. Hinter dieser bislang kaum bekannten Rettung der nach dem Willen der NS-Kulturpolitik eigentlich aus dem Bestand zu tilgenden Werke stand der seinerzeitige Kustos des Kupferstichkabinetts Willy Kurth.“
Die Zeichnungssammlung der Nationalgalerie wurde 1986 dem Kupferstichkabinett angegliedert. Dort hatte man nach dem Zweiten Weltkrieg mit Vorrang die Bestände an Druckgrafik des 20. Jahrhunderts ergänzt – zum Beispiel von Werken des Expressionismus, die während der Zeit des Nationalsozialismus als „entartet“ diffamiert und verlorengegangen waren. 1994 wurde der Neubau des Kupferstichkabinetts am Kulturforum Potsdamer Platz eröffnet. Hier wurden die während der deutschen Teilung zwischen Ost und West geteilten Bestände der Kollektion wieder zusammengeführt, gemeinsam mit der Sammlung der Nationalgalerie.
Direktoren
- 1832–1857: Wilhelm Eduard Schorn (1806–1857)
- 1857–1876: ...
- 1876–1903: Friedrich Lippmann (1838–1903)
- 1904–1908: Max Lehrs (1855–1938)
- 1908–1930: Max J. Friedländer (1867–1958)
- 1930–1933: Elfried Bock (1875–1933)
- 1933–1957: Friedrich Winkler (1888–1965)
- 1958–1968: Hans Möhle (1903–1976)
- 1968–1977: Matthias Winner (* 1931)
- 1977–1984: Fedja Anzelewski (1919–2010)
- 1984–2002: Alexander Dückers
- 2002–2017: Heinrich Schulze Altcappenberg
- 2017–2018: Holm Bevers (kommissarisch)
- seit 2018: 0 Dagmar Korbacher

## Sammlung

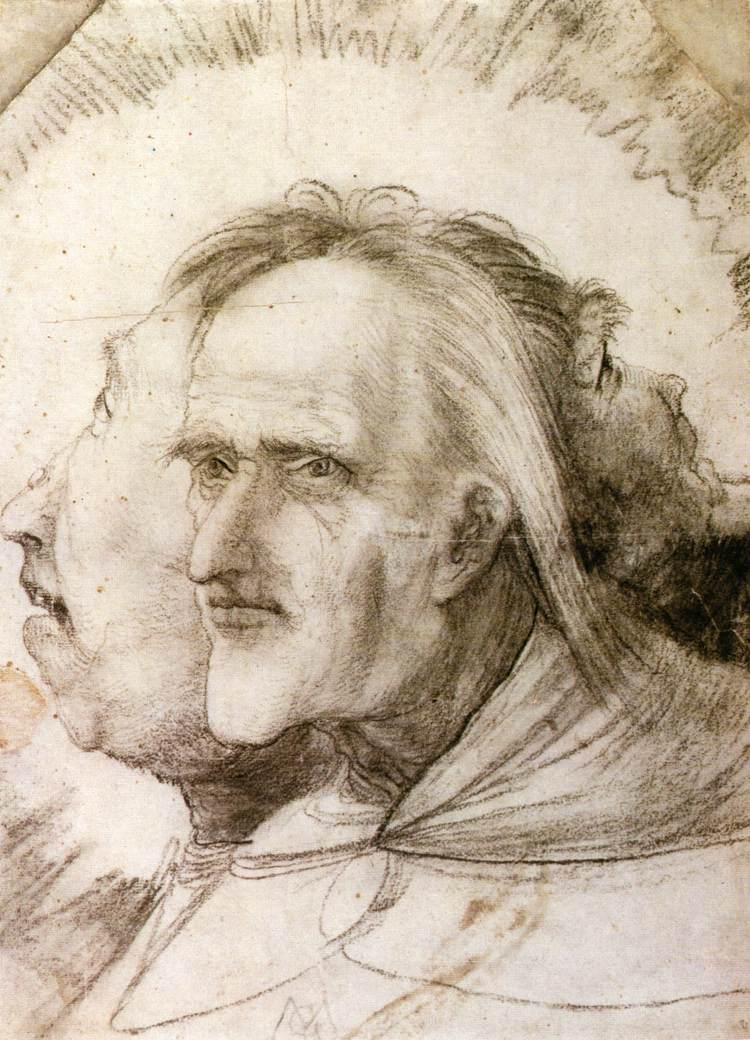
Zeichnung von Matthias Grünewald im Kupferstichkabinett Berlin

Den Schwerpunkt der Sammlung bilden europäische Zeichnungen und Druckgrafik vom Mittelalter bis zur Gegenwart. Vertreten sind auch Handschriften mit Buchmalerei aus Mittelalter und Renaissance, Mappenwerke, Skizzenbücher, topografische Darstellungen und Druckplatten. Zeichnungen und Drucke früher italienischer, deutscher und niederländischer Künstler und Arbeiten aus dem 19. Jahrhundert sind in besonders großer Zahl und hoher Qualität vorhanden; sie repräsentieren Künstler wie Mantegna und Botticelli, Dürer, Michelangelo, Altdorfer, Grünewald, Bosch, Bruegel, Rembrandt, Tiepolo, Chodowiecki, Friedrich, Schinkel und Menzel. Weitere Sammlungsschwerpunkte sind die Klassische Moderne (mit Munch, Kirchner, Picasso), die Pop-Art (mit Richard Hamilton, Andy Warhol, Jasper Johns, Frank Stella), Conceptual Art und Minimal Art. Ergänzend finden ausgewählte – in Berlin arbeitende – Vertreter der Gegenwartskunst Beachtung.
Arbeiten auf Papier werden, entsprechend dem Charakter der jeweiligen Sammlung, auch in anderen Berliner Museen aufbewahrt – im Ethnologischen und Asiatischen Museum, in der Kunstbibliothek und der Sammlung Scharf-Gerstenberg. Wegen des großen Umfangs der Sammlung und der relativ hohen Empfindlichkeit der Einzelstücke können die Kunstwerke des Kupferstichkabinetts nicht ständig präsentiert werden. Es werden neben Sonderausstellungen jährlich einige Wechselausstellungen mit Werken aus den eigenen Beständen gezeigt. Zudem können Interessenten sich in einem Studiensaal Originale eigener Wahl zeigen lassen.
Zu den Förderern des Museums gehört in erster Linie die Graphische Gesellschaft zu Berlin – Vereinigung der Freunde des Kupferstichkabinetts e. V. Der Verein besteht seit 1997, er unterstützt den Ausbau der Sammlung, vermittelt Schenkungen und erwirbt einzelne Werke entsprechend den Empfehlungen des Direktors des Kupferstichkabinetts.

### Künstler, deren Werke 1937 in der Aktion „Entartete Kunst“ aus der Sammlung beschlagnahmt wurden
(Quelle: )
Ernst Barlach, Max Beckmann, Georges Braque, Heinrich Campendonk, Marc Chagall, Lovis Corinth, Otto Dix, Lyonel Feininger, Conrad Felixmüller, Xaver Fuhr, Paul Gangolf, Werner Gothein, Walter Gramatté, Rudolf Großmann, George Grosz, Eduard Gunzinger, Erich Heckel, Karl Hofer, Ernst Ludwig Kirchner, Paul Klee, Paul Kleinschmidt, Oskar Kokoschka, Bruno Krauskopf, Otto Lange, Wilhelm Lehmbruck, Max Liebermann, Franz Marc, Ewald Mataré, Hans Meid, Ludwig Meidner, Oskar Moll, Johannes Molzahn, Otto Mueller, Edvard Munch, Rolf Nesch, Emil Nolde, Jules Pascin, Fritz Pauli, Max Pechstein, Wilhelm Philipp (1906–1993), Christian Rohlfs, Wilhelm Rudolph, Edwin Scharff, Rudolf Schlichter, Karl Schmidt-Rottluff, Otto Andreas Schreiber, Georg Schrimpf, Eberhard Viegener, Christoph Voll und Karl Walser.

## Forschung und Restaurierung
Die Kunstwerke des Kupferstichkabinetts werden nach jeweils aktuellem Stand der Wissenschaft dokumentiert, gelagert und – falls nötig – behandelt. Ein Conservation Advisory Council des Museums ist dabei beratend tätig. Für den intensiven innerdeutschen und internationalen Leihverkehr müssen die licht- und klimaempfindlichen Zeichnungen und druckgrafischen Blätter sorgfältig vorbereitet werden. Dazu gehören spezielle Montagen, detaillierte Protokolle und angemessene Rahmung.
Spezialgebiete für restauratorische Bemühungen sind unter anderem die gebundenen Handschriften aus Mittelalter und Renaissance, die großformatigen Entwurfskartons zu Wandbildern des 19. Jahrhunderts (etwa von Peter von Cornelius) oder technisch komplexe Werke der zeitgenössischen Kunst. Eine stets aktualisierte Kartei von Wasserzeichen unterstützt die Forschung auf dem Gebiet der Papierkunde und die Datierung von Kunstwerken auf Papier. Ein Beispiel für längerfristige Forschungsvorhaben ist die genaue Untersuchung von Silberstiftzeichnungen, die als interdisziplinäres Projekt gemeinsam mit dem Rathgen-Forschungslabor (RF), der Bundesanstalt für Materialforschung und -prüfung (BAM) und dem Centre de Recherche et de Restauration des Musée de France (C2RMF) betrieben wird. An der Untersuchung einzelner Zeichnungen von Matthias Grünewald sind außer dem Kupferstichkabinett das RF und die Staatliche Akademie der Bildenden Künste Stuttgart (SABK) beteiligt.

## Sonderausstellungen und -präsentationen des Kupferstichkabinetts
- Rembrandt. Ein Virtuose der Druckgraphik (4. August – 5. November 2006)
- Rembrandt. Genie auf der Suche (4. August – 5. November 2006)
- Der hübsche Martin … – Martin Schongauer (1. September – 29. November 2009)
- Porträt, Figur, Skizze. Englische Zeichnungen des 18. Jahrhunderts (1. Dezember 2009 – 28. März 2010)
- Zeichner aus dem Umkreis Caravaggios (12. Oktober 2010 – 13. Februar 2011)
- Hans Baldung, genannt Grien. Meister der Dürerzeit (15. Februar – 15. Mai 2011)
- Das Jahrhundert Vasaris. Florentiner Zeichner des Cinquecento (17. Mai – 21. August 2011)
- Frühe Bildnisse des Nordens. Zeichnungen und Druckgraphik aus dem Kupferstichkabinett (23. August – 20. November 2011)
- Albrecht Altdorfer (um 1480-1538). Zeichnungen und Druckgraphik aus dem Kupferstichkabinett (22. November 2011 – 19. Februar 2012)
- Blickwechsel. Malerei im Medium der Druckgraphik des 19. Jahrhunderts (21. Februar – 24. Juni 2012)
- Georg Pencz, der seinesgleichen in der Kunst des Zeichnens nicht kennt (8. Januar – 7. April 2013)
- Anmut und Galanterie. Französische Farbstiche des Rokoko (9. Juli – 6. Oktober 2013)
- Heinrich Aldegrever – Westfälischer Kleinmeister der Renaissance (8. Oktober 2013 – 19. Januar 2014)
- Dürer. 500 Jahre Meisterstiche (21. Januar – 23. März 2014)
- Plaisante Plaetsen. Arkadien in Holland (25. März – 10. Juni 2014)
- Joseph und Zulaikha. Beziehungsgeschichten zwischen Indien, Persien und Europa (11. Juni – 7. September 2014)
- Cranachs Helden. Von Lucretia bis Luther – Zeichnungen und Druckgraphik aus dem Kupferstichkabinett (9. September – 16. November 2014)
- Die Berge, nicht nah, nicht fern … Landschaftszeichnungen des 17. Jahrhunderts aus den Niederlanden und China im Vergleich (23. September 2014 – 11. Januar 2015)
- Menzels Soldaten. Bilder vom Krieg (14. Oktober 2014 – 18. Januar 2015)
- Julia Oschatz – grueBel (21. November 2014 – 22. Februar 2015)
- Nanne Meyer. Nichts als der Moment. Zeichnungen (21. November 2014 – 15. Februar 2015)
- Gerhard Altenbourg. Das gezeichnete Ich (20. März – 7. Juni 2015)
- Wie aus dem Gesicht geschnitten. Van Dyck und das druckgraphische Porträt in Antwerpen mit einer Intervention von Yoshihiro Suda (4. Juni – 18. Oktober 2015)
- Wir kommen auf den Hund! Eine Sommerausstellung im Kupferstichkabinett (26. Juni – 20. September 2015)
- Der Boticelli-Coup. Schätze der Sammlung Hamilton im Berliner Kupferstichkabinett (16. Oktober 2015 – 24. Januar 2016)
- Botticelli im Repro-Schick. Druckgraphik des 19. Jahrhunderts (20. Oktober 2015 – 31. Januar 2016)
- Double Vision: Albrecht Dürer & William Kentridge (20. November 2015 – 6. März 2016)
- Blinde Blicke. Sehen und Nichtsehen bei Menzel. Eine Studio-Ausstellung des Kupferstichkabinetts in der Alten Nationalgalerie (8. Dezember 2015 – 21. Februar 2016)
- Familie auf der Flucht. Ein Bildmotiv in der Druckgraphik von Claude Lorrain bis Giandomenico Tiepolo (2. Februar – 24. April 2016)
- Wir suchen das Weite. Reisebilder von Albrecht Dürer bis Olafur Eliasson aus dem Kupferstichkabinett (18. März – 25. September 2016)
- Fiesta in Sevilla. Eine Illustrationsfolge des Goldenen Zeitalters in Spanien (26. April – 17. Juli 2016)
- José de Ribera – Die Druckgrafik. Er war jung und brauchte das Geld (19. Juli – 6. November 2016)
- Romantik und Moderne. Zeichnung als Kunstform von Caspar David Friedrich bis Vincent van Gogh (24. September 2016 – 15. Januar 2017)
- Das Feld hat Augen. Bilder des überwachenden Blicks (17. Februar – 2. Juli 2017)
- Der Reiz des Kleinen. Naturstudien in Hollands Goldenem Jahrhundert (21. März – 25. Juni 2017)
- Maria Sibylla Merian und die Tradition des Blumenbildes (7. April – 2. Juli 2017)
- Von Kunst und Kennerschaft. Zum Gedenken an den Berliner Museumsmann Max J. Friedländer (27. Juni – 24. September 2017)
- Wir geben den Ton an. Bilder der Musik von Mantegna bis Matisse (21. Juli – 5. November 2017)
- Lutherbilder. Druckgraphik und Zeichnungen aus dem Kupferstichkabinett (26. September 2017 – 14. Januar 2018)
- Willi Baumeister. Der Zeichner. Figur und Abstraktion in der Kunst auf Papier (9. Dezember 2017 – 8. April 2018)
- Jacopo de’ Barbari – ein Italiener und die Renaissance im Norden (16. Januar – 11. März 2018)
- Seeblicke. Niederländische Zeichnungen aus der Sammlung Barthold Suermondt (14. März – 8. Juli 2018)
- Bilder aus dem Dreißigjährigen Krieg. Druckgraphik aus dem Kupferstichkabinett (10. Juli – 11. November 2018)
- Aus Rembrandts Werkstatt. Zeichnungen der Rembrandtschule (24. August – 18. November 2018)
- Max Beckmann. Das Vermächtnis Barbara Göpel (26. Oktober 2018 – 13. Januar 2019)
- Stern über Bethlehem. Neutestamentliche Bilderzählungen bei Hendrick Goltzius und seinen Zeitgenossen (13. November 2018 – 24. Februar 2019)
- Rendezvous. Die französischen Meisterzeichnungen des Kupferstichkabinetts (7. Dezember 2018 – 3. März 2019)
- Mantegna und Goethe. Der „Triumphzug Cäsars“ aus Weimarer Sicht (26. Februar – 30. Juni 2019)
- Menzel. Maler auf Papier (20. September 2019 – 19. Januar 2020)
- Rembrandt & Menzel. Meister der Druckgraphik im Berliner Kupferstichkabinett (1. Oktober 2019 – 12. Januar 2020)
- Das Leben Raffaels. Zwölf Radierungen von Johannes Riepenhausen (14. Januar – 26. April 2020)
- Raffael in Berlin. Meisterwerke aus dem Kupferstichkabinett (28. Februar – 23. August 2020)
- Pop on Paper. Von Warhol bis Lichtenstein (12. Mai – 16. August 2020)
- Mich tröstet die Liebe zur Kunst. Paul K. Kristeller zwischen Berlin und Italien (30. Juni – 11. Oktober 2020)
- Status. Macht. Bewegung. Lust und Last körperlicher Arbeit (11. September 2020 – 28. Februar 2021)
- Voyage. Mit französischen Zeichnern auf Reisen (13. Oktober 2020 – 13. Oktober 2021)
- Wir heben ab! Bilder vom Fliegen von Albrecht Dürer bis Jorinde Voigt (31. Oktober 2020 – 1. August 2021)
- sachen machen. Tomas Schmit. Zeichnung, Aktion, Sprache 1970–2006 (15. September 2021 – 9. Januar 2022)
- Fantastische Tierwesen in der Graphik des 15. bis 18. Jahrhunderts (1. Februar – 12. Juni 2022)
- Höllenschwarz und Sternenlicht. Dantes Göttliche Komödie in Moderne und Gegenwart (12. Februar – 8. Mai 2022)
- Holzschnitt. 1400 bis heute (3. Juni – 11. September 2022)
- Holzschnittartig? 23 Holzschnitte aus vier Jahrhunderten (14. Juni – 3. Oktober 2022)
- Farkhondeh Shahroudi. Beckmann war nicht hier (2. November 2022 – 5. Februar 2023)
- Ruth Wolf-Rehfeldt. Wie eine Spinne im Netz (2. November 2022 – 5. Februar 2023)
- Muse oder Macherin? Frauen in der italienischen Kunstwelt 1400–1800 (8. März – 4. Juni 2023)
- Heiter bis wolkig. Wetterphänomene in der holländischen Graphik und Zeichnung (14. März – 16. Juni 2023)
- Dürer für Berlin. Eine Spurensuche im Kupferstichkabinett (12. Mai – 3. September 2023)
- Albrecht Dürer Influencer. Follower und Reichweite in Italien (20. Juni – 15. Oktober 2023)
- World Framed. Zeitgenössische Zeichenkunst der Sammlung Schering Stiftung im Kupferstichkabinett (7. Juli – 8. Oktober 2023)
- Im Gehölz. Horst Janssen und die Bäume (17. Oktober 2023 – 21. Januar 2024)
- Zorawar Sidhu und Rob Swainston. Pest und Protest (23. Januar – 16. Juni 2024)
- Die gerettete Moderne. Meisterwerke von Kirchner und Picasso (2. Februar – 21. April 2024)
- Faszination Rom. Maarten van Heemskerck zeichnet die Stadt (26. April – 4. August 2024)
- (Un)seen Stories. Suchen, Sehen, Sichtbarmachen (31. Mai – 25. August 2024)
- Der andere Impressionismus. Internationale Druckgraphik von Manet bis Whistler (25. September 2024 – 12. Januar 2025)
- Träumst du? Von geschlossenen Augen in der Kunst (15. Oktober 2024 – 16. Februar 2025)
- Auf der Arbeit! Vom Schaffen und Schuften der Frauen (18. Februar – 18. Mai 2025)
- Kosmos Blauer Reiter. Von Kandinsky bis Campendonk (1. März – 15. Juni 2025)
- Das alles bin ich! Die Schenkung Christoph Müller. Welt auf Worten und Bildern (20. Mai – 24. August 2025)